# Daniels (Wisconsin)
Die Town of Daniels ist eine von 21 Towns im Burnett County im US-amerikanischen Bundesstaat Wisconsin. Das U.S. Census Bureau hat bei der Volkszählung 2020 eine Einwohnerzahl von 676 ermittelt.
Town hat in Wisconsin eine grundlegend andere Bedeutung, als im übrigen englischsprachigen Bereich. Vielmehr entspricht sie den in den anderen US-Bundesstaaten üblichen Townships, die nach dem County die nächstkleinere Verwaltungseinheit bilden.

## Geografie
Die Town of Daniels liegt in einer seenreichen Landschaft im Nordwesten Wisconsins, rund 20 km östlich des zum Stromgebiet des Mississippi gehörenden St. Croix River, der die Grenze zu Minnesota bildet.
Die geografischen Koordinaten des Zentrums der Town of Daniels sind 45°45′11″ nördlicher Breite und 92°28′14″ westlicher Länge. Sie erstreckt sich über eine Fläche von 92,7 km², die sich auf 87,3 km² Land- und 5,4 km² Wasserfläche verteilen. 
Die Town of Daniels liegt im Süden des Burnett County und grenzt an folgende Nachbartowns:
| Town of West Marshland | Town of Lincoln                             | Town of Meenon                   |
| Town of Wood River     | Kompassrose, die auf Nachbargemeinden zeigt | Town of Siren                    |
| Town of Trade Lake     | Town of West Sweden (Polk County)           | Town of Clam Falls (Polk County) |

## Verkehr
Der Wisconsin State Highway 70 verläuft in West-Ost-Richtung durch die Town of Daniels. Alle weiteren Straßen sind untergeordnete Landstraßen, teils unbefestigte Fahrwege, sowie innerörtliche Verbindungsstraßen.
Mit dem Burnett County Airport befindet sich rund 10 km nordöstlich ein kleiner Flugplatz. Der nächste Großflughafen ist der Minneapolis-Saint Paul International Airport (152 km südsüdwestlich).

## Bevölkerung
In der Town of Daniels existieren keine Siedlungen. Die Bevölkerung lebt in einzeln stehenden Häusern verstreut über das gesamte Gebiet.
Nach der Volkszählung im Jahr 2010 lebten in der Town of Daniels Township 649 Menschen in 287 Haushalten. Die Bevölkerungsdichte betrug 7,4 Einwohner pro Quadratkilometer. In den 287 Haushalten lebten statistisch je 2,26 Personen. 
Ethnisch betrachtet setzte sich die Bevölkerung zusammen aus 97,1 Prozent Weißen, 0,3 Prozent amerikanischen Ureinwohnern, 0,5 Prozent Asiaten sowie 0,5 Prozent aus anderen ethnischen Gruppen; 1,7 Prozent stammten von zwei oder mehr Ethnien ab. Unabhängig von der ethnischen Zugehörigkeit waren 1,4 Prozent der Bevölkerung spanischer oder lateinamerikanischer Abstammung. 
20,6 Prozent der Bevölkerung waren unter 18 Jahre alt, 58,9 Prozent waren zwischen 18 und 64 und 20,5 Prozent waren 65 Jahre oder älter. 48,5 Prozent der Bevölkerung war weiblich.
Das mittlere jährliche Einkommen eines Haushalts lag bei 38.889 USD. Das Pro-Kopf-Einkommen betrug 22.953 USD. 6,4 Prozent der Einwohner lebten unterhalb der Armutsgrenze.